# Komarhorod, Tomașpil
Komarhorod (în ucraineană Комаргород) este o comună în raionul Tomașpil, regiunea Vinnița, Ucraina, formată numai din satul de reședință.

## Demografie
Componența lingvistică a satului Komarhorod
     Ucraineană (98,71%)
     Alte limbi (1,18%)
Conform recensământului din 2001, majoritatea populației satului Komarhorod era vorbitoare de ucraineană (98,71%), existând în minoritate și vorbitori de alte limbi.